# Przymierze polsko-pruskie
Przymierze polsko-pruskie – sojusz zaczepno-odporny zawarty 29 marca 1790 w Warszawie pomiędzy Rzecząpospolitą a Prusami.

## Tło międzynarodowe
Od 1768 Rzeczpospolita była nieprzerwanie protektoratem Rosji, która mocą odnowionego w 1775 traktatu gwarancyjnego zapewniała nienaruszalność ustroju państwa polskiego. Niekorzystne położenie międzynarodowe Rzeczypospolitej określała w dużej mierze nieustająca od 1764 współpraca rosyjsko-pruska.
W 1787 Rosja została zaatakowana przez Imperium Osmańskie, wybuchła wojna rosyjsko-turecka. U jej boku przeciwko Turcji w lutym 1788 wystąpiła Austria. Wkrótce potem w lipcu na Rosję uderzyła Szwecja, wykorzystując fakt zaangażowania wojsk rosyjskich na południu. Wojna rosyjsko-szwedzka (1788–1790) osłabiła i tak nie przygotowaną do prowadzenia działań militarnych na dwóch frontach Rosję. Katarzyna II rozpoczęła starania o pomoc zbrojną Rzeczypospolitej, formalnie zgadzając się na zwiększenie liczby wojsk polskich do 100 tys. Te działania spotkały się z ostrym sprzeciwem Prus i wspierającej je Wielkiej Brytanii, zagrożonej opanowaniem przez Rosję cieśnin czarnomorskich.

## Sejm Czteroletni
Zwołany 6 października 1788 Sejm Czteroletni miał się zająć przygotowaniem przymierza polsko-rosyjskiego, projekt który opracował król Stanisław August Poniatowski na życzenie ambasadora rosyjskiego Otto Magnusa von Stackelberga. Zakładał on zwiększenie stanu wojsk Rzeczypospolitej, które miały być użyte jako rosyjski korpus posiłkowy przeciwko Turcji.
Spowodowało to silny sprzeciw Prus. 13 października odczytano na posiedzeniu sejmu deklarację posła pruskiego Ludwiga Heinricha Buchholtza, w której przestrzegał on zgromadzonych przed wiązaniem się sojuszem wojskowym z Rosją przeciwko Turcji, ofiarując w zamian przymierze polsko-pruskie, gwarantujące całość i niepodległość Rzeczypospolitej, wyrażając formalną zgodę na reformy wewnętrzne kraju. Spowodowało to upadek koncepcji sojuszu polsko-rosyjskiego, a król zmuszony był wycofać swój projekt spod obrad sejmu. Odtąd opozycja sejmowa mogła liczyć na stałe wsparcie dyplomacji pruskiej w dziele niszczenia instrumentów rosyjskiego panowania nad Rzecząpospolitą.
19 stycznia 1789 wbrew protestom obozu Stanisława Augusta i ambasady rosyjskiej sejm zniósł Radę Nieustającą. Państwo polskie formalnie przestało być rosyjskim protektoratem.
Wspierany przez dyplomację pruską Sejm Czteroletni zażądał ewakuacji wojsk rosyjskich i ich magazynów z terytorium Rzeczypospolitej, co nastąpiło już w maju 1789. Rosja unikając otwartego starcia z Prusami, jak długo była związana walką na froncie tureckim i szwedzkim, nie reagowała na wzrost samodzielności Rzeczypospolitej.

## Plan zamienny Hertzberga
Stałe napięcie w stosunkach prusko-austriackich groziło wybuchem otwartego konfliktu zbrojnego. Pruski minister spraw zagranicznych Ewald Friedrich von Hertzberg opracował plan, który zakładał cesję Gdańska i Torunia na rzecz Prus, w zamian za odzyskanie przez Polskę Galicji kosztem Austrii. Austria z kolei miała się zadowolić zdobyczami na Turcji. Przeprowadzenie tego planu miała poprzedzić pruska demonstracja zbrojna na Śląsku i działania dywersyjne w Niderlandach Austriackich, Galicji i na Węgrzech. Poczynania te sparaliżowała jednak dyplomacja brytyjska, w której interesie nie leżało nadmierne osłabianie Imperium Osmańskiego, które w ostateczności miało zapłacić swoim terytorium za plany zamienne mocarstw europejskich.
Wobec fiaska tego planu, Prusy rozpoczęły przygotowania do otwartego konfliktu zbrojnego. 31 stycznia 1790 zawarły przymierze prusko-tureckie.

## Przymierze polsko-pruskie
10 grudnia 1789 odczytano na posiedzeniu sejmu list króla Prus Fryderyka Wilhelma II, w którym obiecywał zawarcie sojuszu z Rzecząpospolitą pod warunkiem przeprowadzenia reform ustrojowych i wzmocnienia władzy wykonawczej w państwie.
23 grudnia czyniąc zadość prośbie króla pruskiego Sejm Czteroletni uchwalił prawie jednogłośnie Zasady do formy rządu i rozpoczął prace nad projektem Administracji Ekstraordynaryjnej na wypadek wojny.
Stanisław August Poniatowski próbował jeszcze ratować resztki wpływów rosyjskich w Rzeczypospolitej, proponując Rosji i Austrii zawarcie podobnego przymierza. Katarzyna II nie była jednak jeszcze zainteresowana wojną z Prusami, a Austriacy chcieli przez zawarcie takiego sojuszu zabezpieczyć jedynie posiadanie Galicji.
W Berlinie rozpoczęły się tajne negocjacje traktatu polsko-pruskiego. Strona polska w osobach przedstawicieli Stronnictwa Patriotycznego w zasadzie zgadzała się na odstąpienie Prusom Gdańska i Torunia, postulując bardzo korzystne zapisy w projekcie polsko-pruskiego traktatu handlowego. Warunki pruskie pozostały jednak tajne dla ogółu posłów, gdyż ujawnienie zamiaru cesji mogło spowodować przewrót sejmowy i odbudowę wpływów Rosji.
Ostatecznie Fryderyk Wilhelm II postanowił podpisać traktat przymierza polsko-pruskiego, a warunki cesji miast pomorskich określić dopiero w osobnym polsko-pruskim traktacie handlowym. 27 marca 1790 sejm zaaprobował projekt sojuszu, a 29 marca przymierze zostało podpisane.

### Postanowienia
W traktacie tym strony gwarantowały sobie wzajemnie integralność terytorialną z zachowaniem klauzuli o możliwości dobrowolnego uregulowania tych kwestii w przyszłości (co miało umożliwić ewentualną cesję). Oba państwa obiecywały sobie przyjść z pomocą w obliczu zagrożenia lub ataku ze strony państw trzecich. Polska miała wystawić w takim wypadku korpus posiłkowy w sile 8000 kawalerii i 4000 piechoty, a Prusy 4000 kawalerii i 8000 piechoty. Prusy deklarowały Polsce pomoc w postaci misji dobrych usług (łac. bona officia), w razie zagrożenia Rzeczypospolitej (co jawnie skierowane było przeciwko hipotetycznej interwencji rosyjskiej w wewnętrzne sprawy państwa polskiego).

## Zmiana sytuacji międzynarodowej
Licząc się z możliwością wybuchu wojny prusko-austriackiej, Polska wystawiła 40-tysięczny korpus wojsk przy granicy z Galicją, a Prusy zmobilizowały na Śląsku 300-tysięczną armię, która miała uderzyć na posiadłości austriackie. Nastąpił jednak nieoczekiwany zwrot w położeniu międzynarodowym Rzeczypospolitej. 27 lipca 1790 Austria i Prusy zawarły konwencję w Reichenbachu (dzisiejszym Dzierżoniowie), mocą której wyrzekały się podejmowania wobec siebie działań wrogich. 14 sierpnia Rosja zakończyła wojnę ze Szwecją.
6 września 1790 Sejm Czteroletni podjął uchwałę o niepodzielności ziem Rzeczypospolitej, co faktycznie przekreśliło możliwość negocjacji polsko-pruskiego traktatu handlowego i stawiało pod znakiem zapytania moc wykonania postanowień przymierza polsko-pruskiego.
3 maja 1791 Sejm Czteroletni, licząc stale na spodziewaną pomoc pruską w razie interwencji rosyjskiej uchwalił konstytucję, która była już zdecydowanym aktem przywrócenia niepodległości Rzeczypospolitej.
27 sierpnia 1791 cesarz Leopold II Habsburg i Fryderyk Wilhelm II podpisali deklarację z Pillnitz, w której wezwali państwa europejskie do interwencji zbrojnej przeciwko rewolucyjnej Francji po stronie Ludwika XVI. W zamian za zobowiązanie Austrii do zakończenia wojny z Turcją, Prusy zrezygnowały z planów oddania Polsce Galicji.

## Wynik
Jak długo Rosja zajęta była wojną z imperium osmańskim, a Wielka Brytania nie była zainteresowana w jego osłabianiu, Rzeczpospolita mogła cieszyć się z owoców swoich reform wewnętrznych. Już 9 stycznia 1792 Rosja podpisała  w Jassach traktat pokojowy z Turcją, a 20 kwietnia 1792 rozpoczęła się wojna Austrii i Prus z Francją. Rosja uzyskała tym samym wolną rękę do interwencji w Rzeczypospolitej, w chwili gdy pruski sojusznik Rzeczypospolitej zajęty był nową wojną na zachodzie.
Wojna polsko-rosyjska (1792) zakończyła się przedwczesną kapitulacją wojsk polskich. Pruski korpus posiłkowy nie przybył z długo oczekiwaną pomocą. Po opanowaniu kraju przez stronników konfederacji targowickiej, w styczniu 1793 do Wielkopolski wkroczył pruski korpus obserwacyjny, który miał za zadanie zabezpieczenie należnych Prusom nabytków terytorialnych, wkrótce też nastąpił II rozbiór Polski.